# Tynecastle Stadium
Le Tynecastle Stadium est un stade de football situé à Édimbourg et accueillant depuis 1886 les matches à domicile du Heart of Midlothian, club évoluant en première division écossaise.
Ce stade d'une capacité de 17 529 places toutes assises a déjà accueilli plusieurs matches de l'équipe d'Écosse de football ainsi que des matches de rugby à XV.

## Histoire
Le club d'Heart of Midlothian, créé en 1874, joue ses matches à domicile tout d'abord à The Meadows, à Powburn puis à Powderhall (en) avant de s'installer dans le quartier de Gorgie en 1881, sur un terrain dont l'emplacement se trouve au niveau de Wardlaw Street et Wardlaw Terrace. À cette époque, Gorgie constituait une réelle périphérie d'Édimbourg, assez éloignée du centre-ville où officiait le club rival d'Hibernian. 
Toutefois, en 1886, avec le développement urbain d'Édimbourg, leur terrain est transformé en immeubles d'habitation et Heart of Midlothian doit déménager quelques rues plus loin, au niveau de Gorgie Road, sur le site actuel du Tynecastle Stadium. Le tout premier match dans leur nouveau stade a lieu le 10 avril 1886 pour un match amical contre les Anglais de Bolton Wanderers. Le premier match de Scottish Football League à s'y dérouler se tient le 23 août 1890 pour une défaite 0-5 contre le Celtic.
En 1891, la victoire d'Heart of Midlothian en Coupe d'Écosse leur permet de dégager les fonds pour la construction d'un nouveau club-house. Tynecastle accueille son premier match international le 26 mars 1892, pour une victoire 6-1 de l'Écosse contre le Pays de Galles, devant uniquement 1 200 spectateurs, chiffre particulièrement faible à cause d'une tempête de neige juste avant le match. Un peu plus tard cette même année, une toiture est ajoutée à la tribune Sud. 
En 1895, Tynecastle accueille, lors d'un match appelé Football World Championship, une rencontre entre le vainqueur du championnat anglais, Sunderland, et le champion écossais, Heart of Midlothian. Ce match (en) est remporté par Sunderland 5-3. Il est à noter qu'un deuxième championnat du monde (en) se tiendra à Tynecastle, le 2 janvier 1902, opposant cette fois-ci les vainqueurs de la F.A. Cup, Tottenham Hotspur et de la Coupe d'Écosse, Heart of Midlothian. Le trophée sera cette fois remporté par Hearts après une victoire 3-1.
Le début du XXe siècle voit beaucoup de modifications apportées au stade. Une petite tribune et un pavillon sont construits en 1903. En 1906, les terrasses sont considérablement agrandies, portant la capacité à 61 784 places. En 1911, une toiture est ajoutée à une partie de la terrasse côté Ouest. Les deux tribunes existantes ainsi que le pavillon sont remplacés en 1914 par une nouvelle tribune érigée par Archibald Leitch et qui couvre tout le côté du terrain. Cette construction qui aura coûté 12 000£ a été en partie financée par la vente de Percy Dawson (en) aux Blackburn Rovers pour un montant record pour l'époque de 2 500£.
Heart of Midlothian devient propriétaire du stade en 1926 et entreprend un nouvel agrandissement des terrasses, réparti sur les quatre années suivantes. En 1927, le club donne la permission à la BBC de commenter en direct les matches joués au Tynecastle. Le record d'affluence de 53 396 spectateurs est atteint en 1932, pour un match de Coupe d'Écosse contre les Rangers. Les infrastructures d'accueil du public sont alors situés autour de trois des côtés du terrain, le quatrième n'étant pas utilisable car occupé par le collège/lycée du Tynecastle (en) et par la distillerie North British.
Face à ces problèmes d'extension, le club envisage un temps de s'installer à Murrayfield Stadium qui avait ouvert en 1925 ou même de construire un tout nouveau stade dans le quartier de Sighthill (en). Toutefois, l'éclatement de la Seconde Guerre mondiale repousse tous ses projets sine die qui ne seront finalement jamais concrétisés.
À partir de 1951, les terrasses sont bétonnées, faisant de Tynecastle le premier stade d'Écosse entièrement bétonné en 1954. À cette date, la capacité théorique du stade est de 54 359 places mais uniquement 49 000 places sont mises en vente pour des raisons de sécurité. L'éclairage nocturne (en) est installé en 1957. Une nouvelle toiture est installée en 1959, financée par la vente de Dave Mackay pour 32 000£ à Tottenham Hotspur.
Aucun changement notable ne sera fait durant les années 1960 et 1970, notamment lié à des manques de liquidités à la suite de performances décevantes du club, avec plusieurs séjours en Division Two. Toutefois, à partir de 1981 et l'arrivée de Wallace Mercer (en) comme président du club, les finances vont mieux et de nouveaux aménagements sont entrepris. En 1985, la capacité est réduite à 29 000 places avec l'installation de bancs dans plusieurs terrasses afin de fournir des places assises. De nouveaux vestiaires ainsi que des loges sont aussi installés au niveau de la tribune principale.
Avec le rapport Taylor qui impose de nouvelles normes et la nécessité de n'avoir que des places assises à la date limite d'août 1994, les clubs sont confrontés à des impératifs radicaux. Craignant de ne pas pouvoir faire les transformations nécessaires au Tynecastle, Heart of Midlothian entre en discussion avec les autorités d'Édimbourg et avec le club rival d'Hibernian pour réfléchir à l'opportunité que les deux grands clubs de la ville partagent un seul et même stade, afin de partager les coûts de rénovation. Toutefois, ces discussions n'aboutissent à rien de concret.
En mars 1991, Hearts soumet l'idée de construire un tout nouveau stade dans le quartier de Millerhill, dans le sud-est de la ville. Ce projet comprenait la construction d'un complexe tout autour du stade, avec boutiques, hôtel, supermarché, restaurant et parc d'entreprises. Toutefois, ce projet était situé au sein de la ceinture verte d'Édimbourg et fut donc refusé par ce fait. Il fut un temps proposé de délocaliser le projet dans le quartier d'Hermiston (en), mais la décision d'étendre la ceinture verte jusqu'à ce quartier annula de fait le projet en décembre 1992. Ces deux échecs amenèrent le club à se décider d'opter pour la rénovation de Tynecastle.
En 1994, les côtés Nord et Ouest sont entièrement détruits pour permettre la construction de la tribune Wheatfield cette même année et de la tribune Roseburn l'année suivante. La terrasse située le long de la Gorgie Street est dotée de sièges d'installation temporaire, en attendant 1997, année où elle est rasée pour être remplacée par la tribune Gorgie.
En 2004, le directeur général du club, Chris Robinson, annonce que le club envisage de vendre Tynecastle, qu'il juge ne plus être adapté, et de louer à la place Murrayfield Stadium auprès de la SRU. Le but premier était d'utiliser l'argent de la vente pour éponger une dette de presque 20 millions de £ que le club a contracté. Ce projet rencontra l'hostilité de la quasi-totalité des supporteurs qui ont lancé une campagne intitulée Save Our Hearts pour sensibiliser à ce sujet. Malgré cela, les partisans de la vente restèrent majoritaires au sein du conseil d'administration et un accord fut signé avec les promoteurs immobiliers de CALA Homes (en) pour un montant justement de 20 millions de £.
Cependant, à la suite du rachat du club par Vladimir Romanov en janvier 2005, celui-ci annule la vente grâce à une clause l'autorisant contre une compensation de 75 000£. Un peu plus tard cette même année, les dimensions du terrain furent agrandies pour répondre aux normes UEFA, obligeant à la destruction des premières rangées de places des tribunes Roseburn et Gorgie. La capacité du stade s'en trouva réduite à 17 420 places. Un projet de rénovation de la tribune principale pour la remplacer par une toute nouvelle de 10 000 places, ainsi que des installations dont un hôtel, a été lancé en août 2007, recevant un permis de construction de la part de la ville peu après. Néanmoins, ce projet qui aurait amené le stade a une capacité de 23 000 places n'a pas pu se conclure à cause de problèmes de financement de la part du club.

## Structure et équipements
Tynecastle Stadium est un stade uniquement avec des places assises, avec quatre tribunes : la tribune principale, la tribune Gorgie, la tribune Wheatfield et la tribune Roseburn. 
La tribune principale date de 1919 et a été construite par Archibald Leitch. Elle comporte 4 700 places. Les trois autres tribunes ont été construites entre 1994 et 1997. La tribune Wheatfield compte 6 000 places, la tribune Roseburn 3 396 places et enfin la tribune Gorgie 3 433 places.

### Galerie

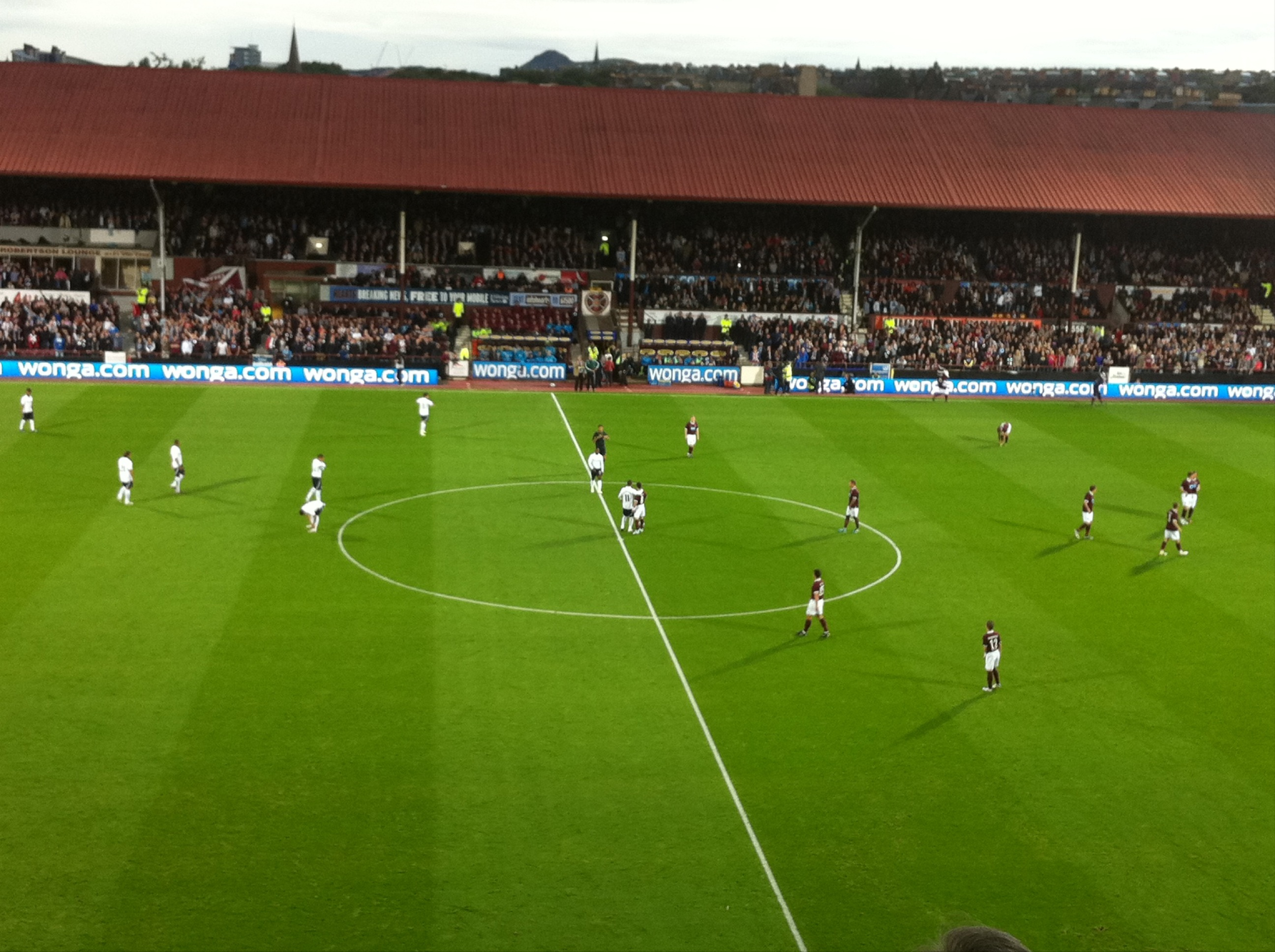
La tribune principale.
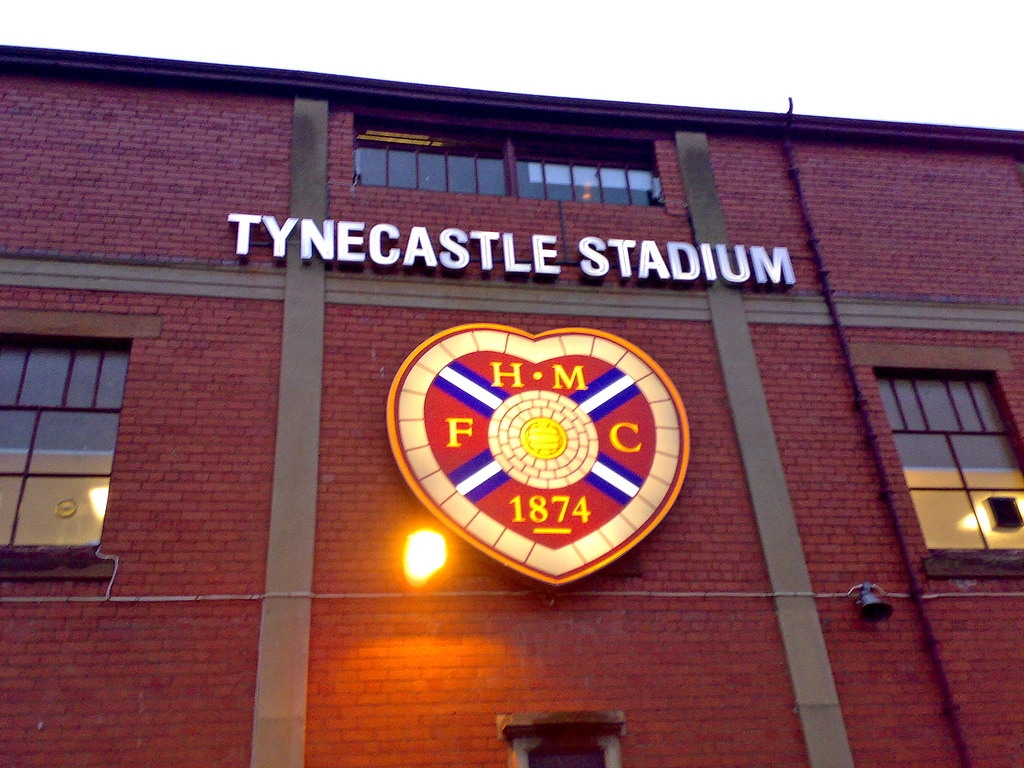
L'entrée de la tribune principale.
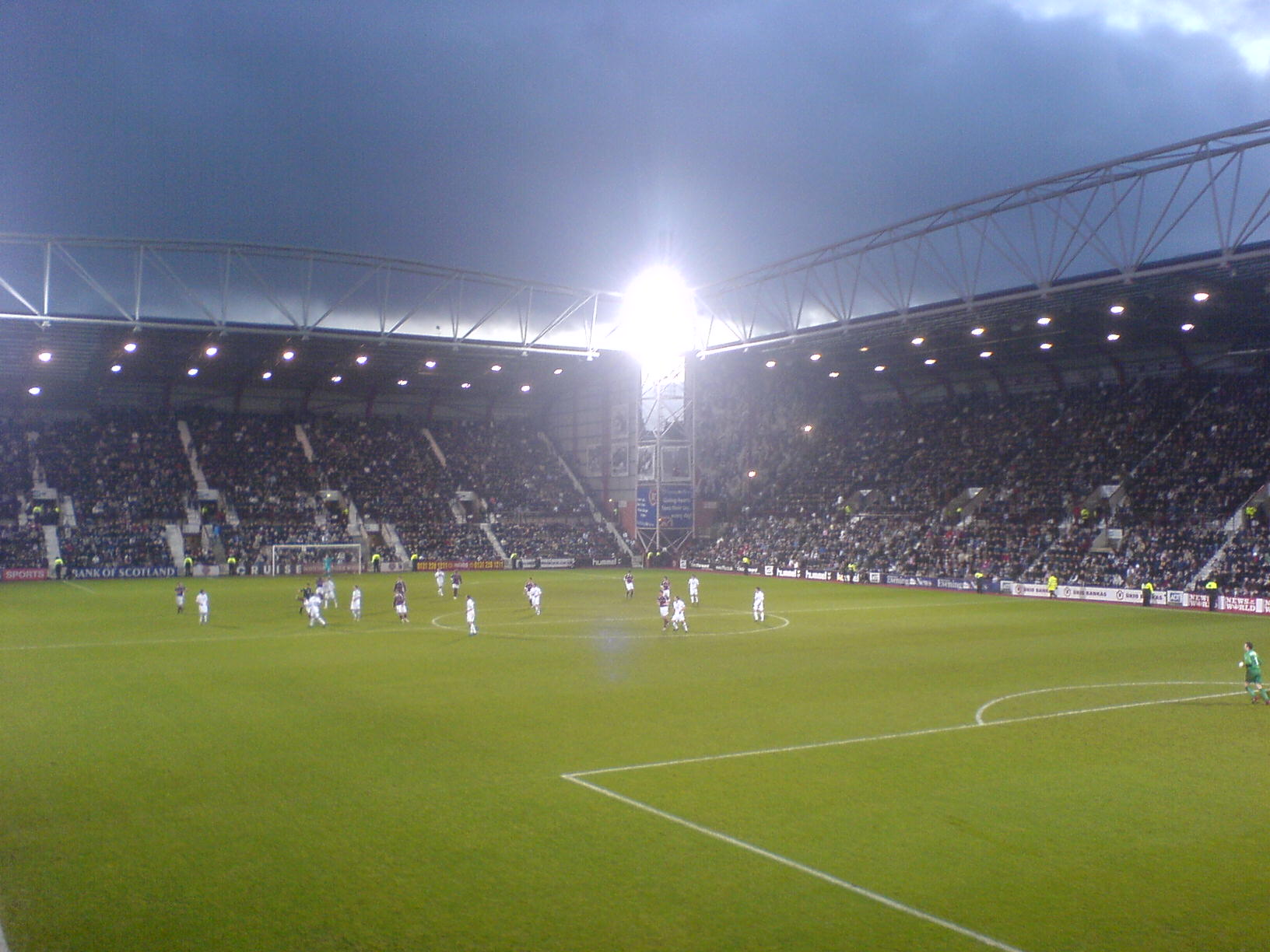
Les tribunes Gorgie (à gauche) et Roseburn (à droite).

## Matches internationaux
Si Tynecastle sert très souvent de stade pour les matches de l'Équipe d'Écosse féminine de football, il a aussi accueilli neuf matches de l'équipe d'Écosse de football.

### Liste
| 26 mars 1892 | Écosse                                                                       | 6 – 1 | Pays de Galles |                                                                          |                                                                          |
|              | Thomson (en) 1re · Hamilton (en) 8e 65e · McPherson 15e 44e · Baird (en) 55e |       | Lewis ?        | British Home Championship Spectateurs : 1 200 Arbitrage : Reid (Irlande) | British Home Championship Spectateurs : 1 200 Arbitrage : Reid (Irlande) |

| 3 mars 1906 | Écosse | 0 – 2 | Pays de Galles             |                                                                               |                                                                               |
|             |        |       | W Jones 50e · JL Jones 65e | British Home Championship Spectateurs : 25 000 Arbitrage : Lewis (Angleterre) | British Home Championship Spectateurs : 25 000 Arbitrage : Lewis (Angleterre) |

| 2 mars 1912 | Écosse    | 1 – 0 | Pays de Galles |                                                                               |                                                                               |
|             | Quinn 88e |       |                | British Home Championship Spectateurs : 31 000 Arbitrage : Mason (Angleterre) | British Home Championship Spectateurs : 31 000 Arbitrage : Mason (Angleterre) |

| 14 février 1925 | Écosse                            | 3 – 1 | Pays de Galles |                                                                              |                                                                              |
|                 | Meiklejohn 9e · Gallacher 20e 61e |       | Williams ?     | British Home Championship Spectateurs : 25 000 Arbitrage : Ward (Angleterre) | British Home Championship Spectateurs : 25 000 Arbitrage : Ward (Angleterre) |

| 26 octobre 1932 | Écosse                 | 2 – 5 | Pays de Galles                                               |                                                                                |                                                                                |
|                 | Dewar 63e · Duncan 66e |       | Thomson ? · Griffiths (en) ? · O'Callaghan ? · Astley (en) ? | British Home Championship Spectateurs : 31 000 Arbitrage : Harper (Angleterre) | British Home Championship Spectateurs : 31 000 Arbitrage : Harper (Angleterre) |

| 13 novembre 1935 | Écosse                  | 2 – 1 | Irlande      |                                                                                  |                                                                                  |
|                  | Walker 60e · Duncan 89e |       | Kelly (en) ? | British Home Championship Spectateurs : 30 000 Arbitrage : Nattrass (Angleterre) | British Home Championship Spectateurs : 30 000 Arbitrage : Nattrass (Angleterre) |

| 9 novembre 1938 | Écosse                       | 3 – 2 | Pays de Galles               |                                                                                  |                                                                                  |
|                 | Gillick 30e · Walker 83e 84e |       | Astley (en) ? · Jones (en) ? | British Home Championship Spectateurs : 34 800 Arbitrage : Thompson (Angleterre) | British Home Championship Spectateurs : 34 800 Arbitrage : Thompson (Angleterre) |

| 10 octobre 1998 | Écosse                                  | 3 – 2 | Estonie                              |                                                                               |                                                                               |
|                 | Dodds 70e 85e · Hohlov-Simson 79e (csc) |       | Hohlov-Simson 34e · Smirnov (en) 76e | Éliminatoires Europe 2000 Spectateurs : 16 930 Arbitrage : Marques (Portugal) | Éliminatoires Europe 2000 Spectateurs : 16 930 Arbitrage : Marques (Portugal) |
|                 | Rapport                                 |       |                                      | Éliminatoires Europe 2000 Spectateurs : 16 930 Arbitrage : Marques (Portugal) | Éliminatoires Europe 2000 Spectateurs : 16 930 Arbitrage : Marques (Portugal) |

| 27 mai 2003 | Écosse       | 1 – 1 | Nouvelle-Zélande |                                                                              |                                                                              |
|             | Crawford 11e |       | Nelsen 47e       | Match amical Spectateurs : 10 016 Arbitrage : Martin Ingvarsson (en) (Suède) | Match amical Spectateurs : 10 016 Arbitrage : Martin Ingvarsson (en) (Suède) |
|             | Rapport      |       |                  | Match amical Spectateurs : 10 016 Arbitrage : Martin Ingvarsson (en) (Suède) | Match amical Spectateurs : 10 016 Arbitrage : Martin Ingvarsson (en) (Suède) |

## Affluence
Le record d'affluence date du 13 février 1932 pour un match de Coupe d'Écosse entre Heart of Midlothian et les Rangers avec 53 396 spectateurs.
Les moyennes de spectateurs des dernières saisons sont :
- 2014-2015 : 15 985 (Premiership)
- 2013-2014 : 14 123 (Premier League)
- 2012-2013 : 13 163 (Premier League)

## Transport
La gare la plus proche est la gare d'Haymarket (en), située à 15 minutes à pied du stade. Celui-ci est rapidement accessible par l'A720 (en) ou par l'autoroute M8.